# Moralkodex der Erbauer des Kommunismus
Auf dem XXII. Parteitag der KPdSU im Oktober 1961 wurde als Teil des Parteiprogramms der KPdSU ein Moralkodex der Erbauer des Kommunismus beschlossen.
Er enthält folgende Ansprüche an die Mitglieder der Partei:
- Treue zur Sache des Kommunismus, Liebe zur sozialistischen Heimat, zu den Ländern des Sozialismus;
- gewissenhafte Arbeit zum Wohl der Gesellschaft: Wer nicht arbeitet soll auch nicht essen;
- Sorge eines jeden für die Erhaltung und Mehrung des gesellschaftlichen Reichtums, hohes gesellschaftliches Pflichtbewusstsein, Unduldsamkeit bei Verstößen gegen die gesellschaftlichen Interessen;
- Kollektivgeist und kameradschaftliche Hilfe: Einer für alle, alle für einen;
- humanes Verhalten und gegenseitige Achtung der Menschen: Der Mensch ist des Menschen Freund, Kamerad und Bruder;
- Ehrlichkeit und Wahrheitsliebe, sittliche Sauberkeit, Schlichtheit und Bescheidenheit im gesellschaftlichen wie im persönlichen Leben;
- gegenseitige Achtung in der Familie, Sorge für die Erziehung der Kinder;
- Unversöhnlichkeit gegenüber Ungerechtigkeit, Schmarotzertum, Unehrlichkeit und Strebertum;
- Freundschaft und Brüderlichkeit aller Völker der UdSSR, Unduldsamkeit gegenüber nationalem Zwist und Rassenhader;
- Unversöhnlichkeit gegenüber den Feinden des Kommunismus, des Friedens und der Völkerfreiheit;
- brüderliche Solidarität mit den Werktätigen aller Länder, mit allen Völkern.

Eine vergleichbare Initiative in der DDR waren die durch die SED 1958 verkündeten und 1963 ins Parteiprogramm aufgenommenen Zehn Gebote der sozialistischen Moral und Ethik.